# 섬의 왜소 발육화

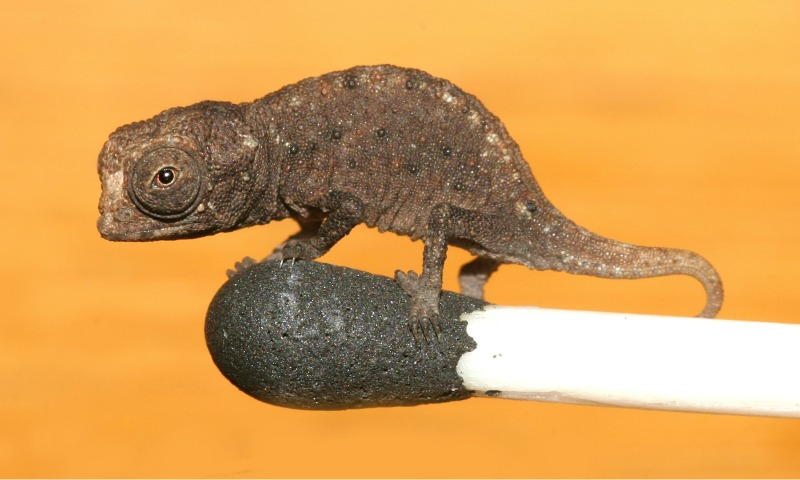
카멜레온 브루케시아 미크라

섬의 왜소 발육화(Island Dwarfing)은 섬에 고립되어 사는 동물의 체구가 세대가 지남에 따라 극적으로 작아지는 생물학적 현상을 일컫는다. 이는 생존하는 데 더 작은 체구가 장점이 되는 자연 선택의 한 형태이다. 섬의 왜소 발육화의 예에는 다음과 같은 것이 있다.
- 미국 캘리포니아주의 섬여우(채널섬 여우)
- 인도네시아 플로레스의 호모 플로레시엔시스
- 일본의 일본 늑대
- 보르네오와 플로레스(이상 인도네시아), 키프로스, 크레타와 기타 그리스의 섬, 그리고 시칠리아에 서식하던 난쟁이 코끼리종

다른 방향의 진행에는 추운 지역에서 체구가 커지는 경우가 있다. 큰 체구는 표면 대 질량비를 줄여서 에너지의 손실을 줄이고, 따라서 작은 체구보다 장점을 갖는다. 이런 예에는 다음과 같은 것이 있다.
- 시베리아 호랑이
- 북극곰
- 황제펭귄

## 같이 보기
- 심해 거대증(Deep-sea gigantism)
- 왜소화(Dwarfing)
- 포스터의 법칙(Foster's rule)